# فرشته‌ای در خانه من
فرشته‌ای در خانه من فیلمی به کارگردانی آرماییس آقامالیان و نویسندگی میراحمد ایروانلو محصول سال ۱۳۴۲ است.

## بازیگران
- آذر حکمت شعار
- منوچهر والی زاده
- بهروز وثوقی
- حمیده خیرآبادی
- میراحمد ایروانلو
- پروین قاضی بیات
- مینو شفیع
- نصرت اله کنی